# 22184 Rudolfveltman
22184 Rudolfveltman (2000 YT15) là một tiểu hành tinh vành đai chính.